# Leposoma sinepollex
Espèce
Leposoma sinepollex est une espèce de sauriens de la famille des Gymnophthalmidae.

## Répartition
Cette espèce est endémique de l'État de Bahia au Brésil.

## Publication originale
- Rodrigues, Teixeira, Recoder, Dal Vechio, Damasceno & Machado-Pellegrino, 2013 : A new species of Leposoma (Squamata: Gymnophthalmidae) with four fingers from the Atlantic Forest central corridor in Bahia, Brazil. Zootaxa, no 3635 (4), p. 459–475.